# Simbolon
Simbolon is een bestuurslaag in het regentschap Padang Lawas Utara van de provincie Noord-Sumatra, Indonesië. Simbolon telt 972 inwoners (volkstelling 2010).